# Veldzuring

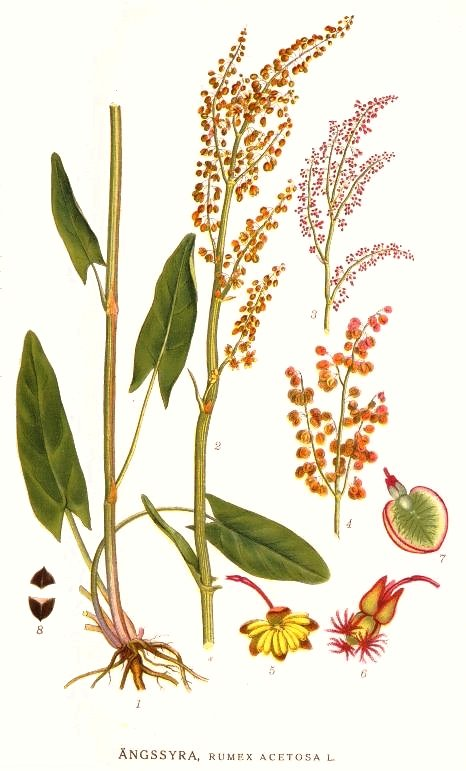
Veldzuring

Veldzuring (Rumex acetosa) of zurkel is een vaste plant uit de duizendknoopfamilie (Polygonaceae). De soort kan meer dan 0,5 m hoog worden. Vaak en met name op zonnige plaatsen zijn veel delen van de plant rood aangelopen. De plant komt in matig voedselrijke en matig vochtige graslanden voor, die door de plant rood kunnen kleuren. Soms komt de soort op meer open gedeelten in bossen voor maar is daar meer bleekgroenig van kleur.
De bladeren zijn langgerekt-pijlvormig met naar beneden gerichte voetslippen. Ze zijn niet of weinig gekroesd. De bladeren van het bladrozet zijn gesteeld.

## Voortplanting en voorkomen
De soort is tweehuizig, dat wil zeggen dat er mannelijke en vrouwelijke planten zijn. De mannelijke planten hebben drie buitenste bloemslippen en drie binnenste bloemslippen die allemaal ongeveer even groot en rood aangelopen zijn. Bij de vrouwelijke bloemen vallen aanvankelijk alleen de stempels op, maar later groeien de drie binnenste bloemdekslippen uit tot de vruchtdekslippen, die vrij rond zijn, aan de rand iets gegolfd en een teruggeslagen schubje hebben. Het vruchtdek heeft geen knobbels en tanden zoals veel andere zuringsoorten wel hebben. De bloemen staan in een losse en enkelvoudige pluim. De bloem komt oorspronkelijk uit West-Azië en Europa, maar is nu ook op andere plaatsen in de wereld te vinden.

## Gebruik
De plant wordt door het vee gemeden vanwege het oxaalzuur. Toch wordt ze wel door mensen gegeten en staat zo bekend als zurkel. Soms wordt op een stengel gekauwd omdat die sappig en zurig is. In de keuken kunnen de blaadjes worden gebruikt voor salades, soepen en de bereiding van sauzen. Ook in paling in 't groen wordt zuring verwerkt. Ze bevat veel ascorbinezuur (vitamine C). De plant staat vaak in de buurt van brandnetels, en heeft ongeveer dezelfde werking als azijn bij een brandnetelsteek (evenals hondsdraf en weegbree).

## Ecologischebetekenis
Veldzuring is samen met andere zuringsoorten een belangrijke waardplant voor vuurvlinders en kevers als de zuringsnuitkever (Rhinoncus pericarpius) en bruine zuringsnuitkever (Lixus bardanae).

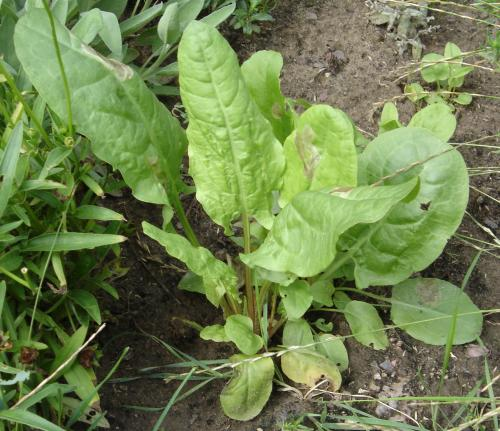
Ras van veldzuring

### Plantengemeenschap
Veldzuring is een kensoort voor de klasse van matig voedselrijke graslanden (Molinio-Arrhenatheretea), een klasse van plantengemeenschappen van matig droge tot natte, matig voedselrijke tot voedselrijke graslanden.

## Bloemdiagram

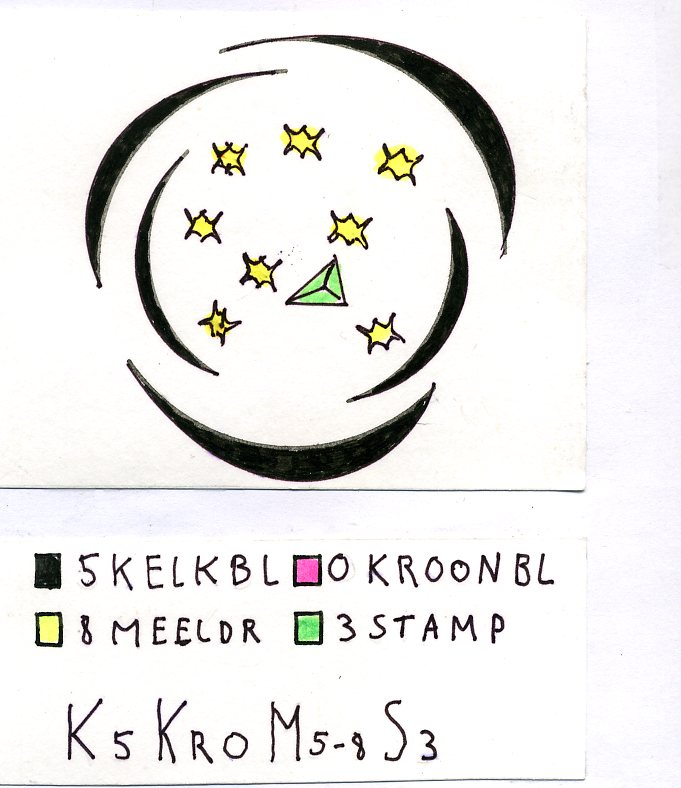